# Guido Ros
Guido Ros (Greco Milanese, 28 marzo 1897 – ...) è stato un calciatore italiano, di ruolo attaccante.

## Carriera
Nella stagione 1914-1915 ha vestito la maglia dell'Associazione Milanese Calcio disputando il campionato di Prima Categoria.
Nel dopoguerra ha giocato tre stagioni nella Libertas di Milano nel campionato di Prima Categoria lombarda, la massima serie calcistica dell'epoca.
Il 21 novembre 1920 ha realizzato una tripletta nel (7-1) con cui la Libertas ha battuto l'Atalanta. Ha disputato a Brescia la stagione 1922-1923 in Prima Divisione Nord.
Nel luglio 1922 appena giunto al Brescia ha disputato lo spareggio per l'ammissione al campionato di Prima Divisione Nord, la partita Brescia-Sestrese (2-0) realizzando la seconda rete. In campionato ha giocato 18 partite su 22 e realizzato sette reti. Insieme al compagno di squadra Giuseppe Lunghi è stato al centro di un caso di tesseramento che ha fatto annullare alcune partite di campionato su delibera della Lega Nord, l'organismo federale che all'epoca gestiva la Prima Divisione nel nord Italia.